# Rio Furu (Jiul de Vest)
O Rio Furu é um rio da Romênia, afluente do Jiul de Vest, localizado no distrito de Hunedoara.